# Порєччя (Архангельська область)
Порєччя (рос. Поречье) — присілок в Вельському районі Архангельської області Російської Федерації.
Населення становить 17 осіб. Входить до складу муніципального утворення Попонаволоцьке муніципальне утворення.

## Історія
Від 1937 року належить до Архангельської області.
Від 2004 року належить до муніципального утворення Попонаволоцьке муніципальне утворення.

## Населення
| 2002 | 2010 | 2012 | 2014 |
| ---- | ---- | ---- | ---- |
| 43   | ↘21  | →21  | ↘17  |